# Хлорид урана(III)
Хлори́д ура́на(III) (трихлори́д ура́на, химическая формула — UCl3) — неорганическое соединение урана и хлора. Представляет собой зелёные кристаллы (соль), растворимые в воде.

## Получение
Хлорид урана(III) образуется при добавлении урана в хлорид урана(IV) в смеси хлоридов натрия и калия при 670—710 °C:
{\displaystyle {\ce {3UCl4 + U -> 4UCl3}}},
а также при нагревании хлорида урана(IV) в газообразном водороде:
{\displaystyle {\ce {2UCl4 + H2 ->[{t}] 2UCl3 + 2HCl}}}

## Применения
Хлорид урана(III) используется как катализатор в реакциях между гидридом лития-алюминия (LiAlH4) и олефинами для производства алкилалюминатных соединений.
Хлорид урана(III) используется как реагент в реакциях между тетрагидрофураном и метилциклопентадиеном натрия.
Расплавленный хлорид урана(III) играет важную роль в переработке отработавших радиоактивных отходов.

## Опасность
Хлорид урана(III) является токсичным и радиоактивным веществом. Особую опасность представляет попадание хлорида урана(III) в почки.